# GRAC (automobile)
Pour les articles homonymes, voir GRAC.
GRAC ou Groupe de recherche en automobiles de course est une marque automobile fondée par Serge Granjon, Jean-Pierre Roche, Serge Aziosmanoff et André Crommen.
La marque, parrainée par Maurice Trintignant, entre en Formule 3 en 1969 à l'issue d'une saison marquée par 14 victoires en Formule France l'année précédente.